# Даніел Адлер (яхтсмен)
Даніел Адлер (порт. Daniel Adler, 16 квітня 1958) — бразильський яхтсмен.
Срібний призер Олімпійських Ігор 1984 року в класі Солінґ. Учасник Ігор 1988 та 1992 років.